# Mansores
Mansores is een plaats (freguesia) in de Portugese gemeente Arouca en telt 1 155 inwoners (2001).